# Demonax jirouxi
Demonax jirouxi là một loài bọ cánh cứng trong họ Cerambycidae.